# 12 Dywizja Pancerna SS „Hitlerjugend”
12 Dywizja Pancerna SS „Hitlerjugend” (niem. 12. SS-Panzer-Division „Hitlerjugend“) – niemiecka jednostka Waffen-SS z okresu II wojny światowej, zwana przez aliantów Dziecięcą Dywizją Hitlera.

## Historia
12 Dywizja Pancerna SS „Hitlerjugend” powstała w czerwcu 1943 roku w Antwerpii. Werbunek i indoktrynację prowadzili głównie weterani, którzy wpajali chłopcom z Hitlerjugend, że będą walczyć z bolszewickimi hordami i z zachodnimi siłami popieranymi przez Żydów. Wojnę ukazywano jako patriotyczny obowiązek i idealizowano, aby reżim III Rzeszy miał idealne mięso armatnie dla swej machiny wojennej. W wyniku tak prowadzonego werbunku, organizowana jednostka bez problemu osiągnęła liczebność dywizji. Stanowiska oficerskie otrzymali w niej weterani z frontu wschodniego, głównie z 1 Dywizji Pancernej Leibstandarte SS Adolf Hitler, dodatkowo z Wehrmachtu ściągnięto około 50 oficerów. Wspólnie ze wspomnianą 1 Dywizją Pancerną SS tworzyła ona trzon I Korpusu Pancernego SS.
W ramach I Korpusu Pancernego SS dywizja walczyła w Normandii, głównie przeciw oddziałom kanadyjskim. W ciągu miesiąca walk poniosła straty wysokości 60%. Po upadku Caen znalazła się w kotle pod Falaise. W trakcie przebijania się przez oddziały polskiej 1 Dywizji Pancernej utraciła większość sprzętu oraz poniosła znaczne straty w ludziach. Z kotła wydostało się ok. 300 ludzi stanu bojowego dywizji oraz 10 czołgów (4 Panzerkampfwagen IV, 3 Panzerkampfwagen V Panther oraz 1 Flakpanzer 38(t)). Łączny stan dywizji wynosił wtedy ok. 12 500 ludzi i ponad 20 czołgów, głównie z oddziałów tyłowych i zapasowych.
W listopadzie 1944, po szybko przeprowadzonej regeneracji, weszła w skład 6 Armii Pancernej SS. Uczestniczyła w walkach w Ardenach i na Węgrzech (od stycznia 1945). Od 6 marca 1945 jednostka brała udział w operacji „Frühlingserwachen”. Zakończyła wojnę w Austrii.

## Kontrowersje
Mimo swojego młodzieżowego składu była – głównie dzięki fanatyzmowi, świetnemu wyposażeniu i doświadczonej kadrze dowódczej – jedną z najsilniejszych niemieckich dywizji podczas II wojny światowej. Część autorów podważa ten fanatyzm z uwagi na znaczną liczbę żołnierzy dywizji, jaka dostawała się do niewoli. Tylko w ciągu trzech tygodni walk w Normandii do niewoli alianckiej poddało się ponad 1000 żołnierzy dywizji. Należy zaznaczyć, że w wyniku kumulacji walk podczas bitwy o Caen, Operacji „Epsom” oraz Operacji „Charnwood”, 12 Dywizja Pancerna SS „Hitlerjugend” została wyniszczona przez wojska brytyjskie, przez co nie mogła dalej uczestniczyć w walkach jako samodzielna jednostka Waffen-SS. Od jesieni 1944 r. zredukowano ją do grupy manewrowej prowadzącej działania zaczepne na frontach utrzymywanych przez większe jednostki Waffen-SS i Wehrmachtu.

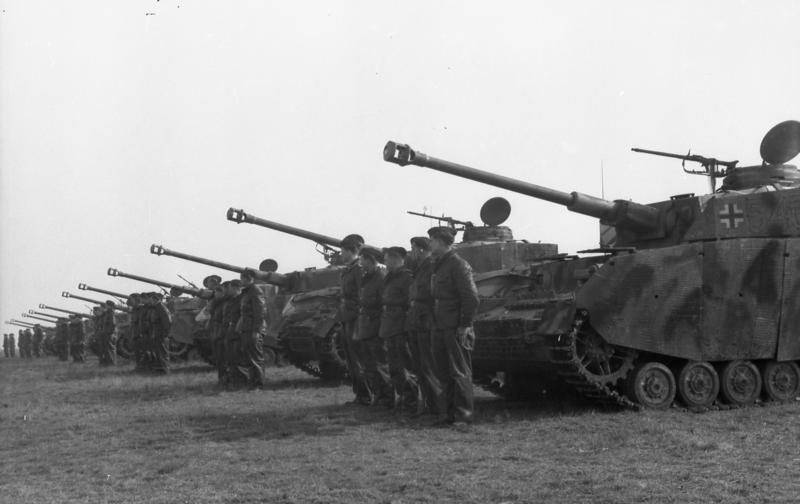
Żołnierze 12 Dywizji Pancernej SS „Hitlerjugend” obok czołgów typu Panzer IV.

## Zbrodnie wojenne
Żołnierze dywizji popełnili wiele zbrodni wojennych, m.in. masakra 86 cywili we francuskim mieście Ascq w dniu 2 kwietnia 1944 roku oraz zamordowanie 156 jeńców kanadyjskich 7–8 czerwca 1944 roku w okolicy Caen w Normandii.

## Dowództwo dywizji
Dowódcy:
- Brigadeführer Fritz Witt (24 czerwca 1943 – 14 czerwca 1944)
- Brigadeführer Kurt Meyer (14 czerwca 1944 – 6 września 1944)
- Obersturmbannführer Hubert Meyer (6 września 1944 – 24 października 1944)
- Brigadeführer Fritz Kraemer (24 października 1944 – 13 listopada 1944)
- Brigadeführer Hugo Kraas (13 listopada 1944 – 8 maja 1945)[1]

Szefowie sztabu:
- Obersturmbannführer Hubert Meyer (24 czerwca 1943 – maj 1945)

## Skład i liczebność dywizji
Marzec 1944:
- 25. Pułk Grenadierów Pancernych SS (SS-Panzer-Grenadier-Regiment 25 – dowódca Siegfried Muller)
- 26. Pułk Grenadierów Pancernych SS (SS-Panzer-Grenadier-Regiment 26 – dowódca Bernhard Krause)
- 12. Pułk Czołgów SS (SS-Panzer-Regiment 12 – dowódca Rudolf von Ribbentrop)
- 12. Pułk Artylerii Pancernej SS (SS-Panzer-Artillerie-Regiment 12)

Liczebność dywizji: grudzień 1943 – 21 482, czerwiec 1944 – 17 858, wrzesień 1944 – ok. 12 000 i grudzień 1944 – 19 657.

## Miejsca stacjonowania
- Belgia (czerwiec 1943 – marzec 1944)
- Francja (Caen, Falais) (marzec 1944 – wrzesień 1944)
- Belgia i zachodnia część III Rzeszy (wrzesień 1944 – grudzień 1944)
- Ardeny (grudzień 1944 – styczeń 1945)
- Zachodnia część III Rzeszy (styczeń 1945 – luty 1945)
- Węgry i Austria (luty 1945 – maj 1945)